# Oborožitev Slovenske vojske
Oborožitev Slovenske vojske

## Pehotnoorožje

### Lahka pehotna in podporna oborožitev
Lahka pehotna oborožitev
- pištola Beretta M 92 FS 9 mm
- avtomatska jurišna puška FN F2000 S 5,56 mm
- podcevni bombomet FN LG1 40 mm
- lahki puškomitraljez FN MINIMI 5,56 mm
- ostrostrelska puška PGM Ultima Ratio Commando 7,62 mm
- ostrostrelska puška PGM Hecate 12,7 mm
- ostrostrelska puška PGM 338(Mini Hecate) 8.6 mm

Podporna oborožitev
- puškomitraljez FN MAG 7,62 mm
- mitraljez FN M2HB QCB 12,7 mm
- avtomatski bombomet Heckler & Koch GMG 40 mm

Protioklepna oborožitev
- ročni raketomet RPOO RGW 90 90 mm
- protioklepni raketomet PORS SPIKE MRL/LR

### Artilerija in zračna obramba
Artilerija
- top havbica 155/45 kalibrov TN90 (M845)

Zračna obramba
- lahki prenosni raketni sistem igla
- raketni sistem roland II.

### Bojna vozila
Goseničarji
- tank M-84
- tank M-55 S
- BVP M-80

Kolesniki
- LKOV 4x4 Hummer
- LKOV 6x6 Valuk
- SKOV 8x8 Svarun
- LKOV 4x4 JLTV Oshkosh (v postopku uvajanja)

### Letala in helikopterji
Letala
- Pilatus PC-9M »Hudournik«
- Pilatus PC 6
- Turbolet L-410
- Zlin Z-242

Helikopterji
- HE Bell 206
- HE Bell 412
- AS AL 532 cougar

### Mornariška oprema in plovila
- hitra patruljna ladja Super Dvora MK 2
- patruljna ladja razreda Svetljak